# Giovanni Botero
Giovanni Botero (Bene Vagienna, 1544 - Turín, 27 de junio de 1617) fue un pensador, sacerdote, poeta, diplomático, estadista y economista italiano.
Enemigo de Maquiavelo, fue precursor de Th. R. Malthus (Ensayo sobre el principio de la población). Su obra más importante es De las causas de la grandeza y magnificencia de las ciudades 1588.
Perteneciente al grupo mercantilista italiano, publicó en 1589 el influyente De la razón de Estado.

## Trayectoria

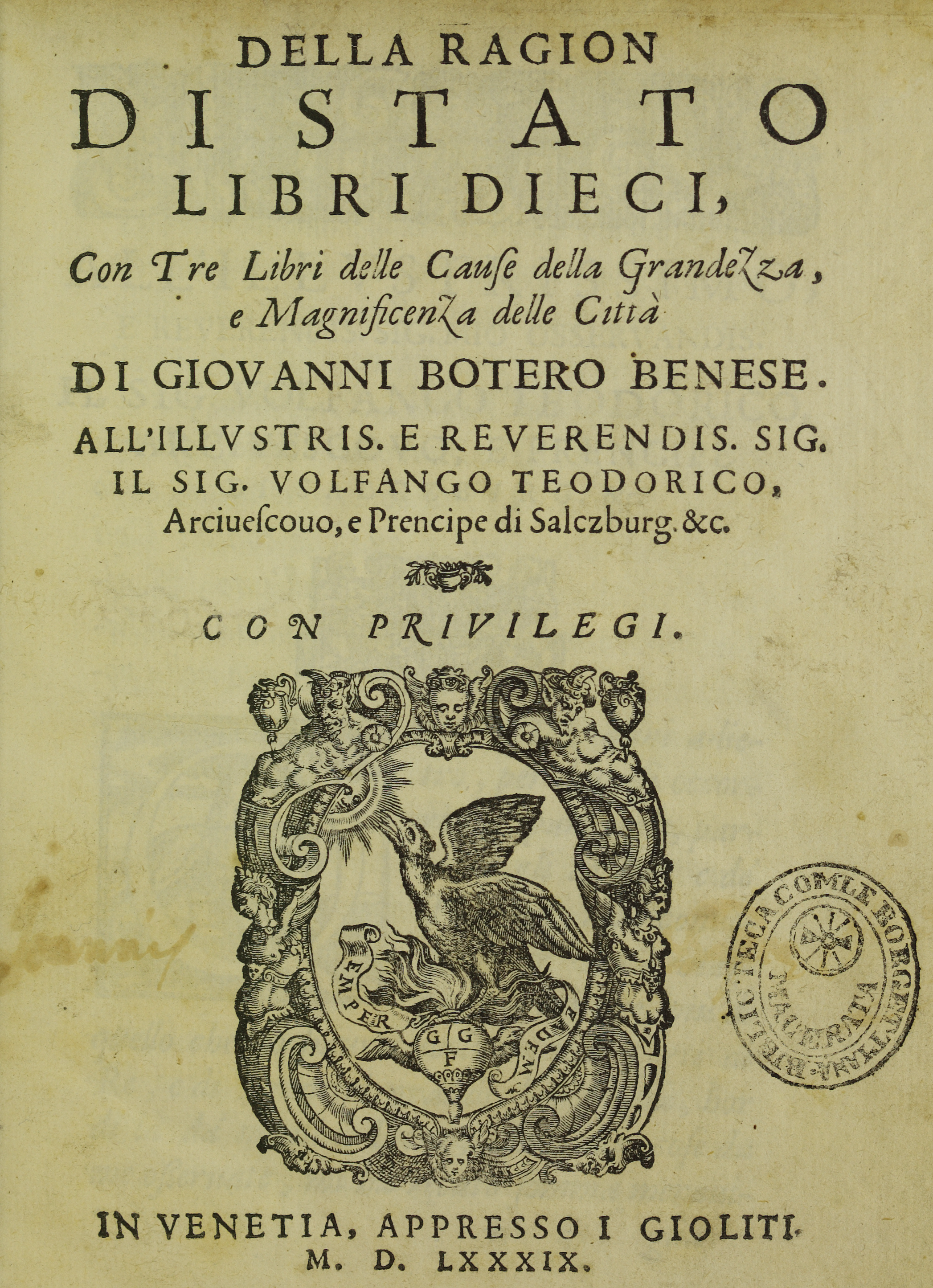
Della ragion di stato, 1589

Como alumno desde 1559 y luego como profesor de retórica en colegios italianos y franceses, sus inicios se encuadran en el mundo jesuítico. Pero ya tuvo relaciones complicadas con la jerarquía de la Compañía de Jesús, y de hecho fue excluido de ella en 1580.
Después se convierte en protegido del cardinal de Milán, Carlos Borromeo, del que será secretario desde 1582. Al morir este en 1584, se pone al servicio de Carlos Manuel I de Saboya, que le envía a una misión secreta a París (Francia) con René de Lucinge; está allí en todo el año 1585.
A partir de 1586 se pone al servicio del cardenal Federico Borromeo (1564-1631), primo de su protector. Fue preceptor suyo en Roma, y luego su consejero y secretario hasta 1598.
Botero fue, además, consultor de la congregación del Index desde 1587. Federico fue nombrado cardenal en 1588, y eso le aproximó a la Curia romana. Entonces escribe los libros que le harán conocido por toda Europa (también en España: Quevedo o Saavedra): Delle cause della grandezza delle città, 1588; Della ragion di stato, 1589 (y 1598); Le Relazioni universali, 1591-1596.

## Pensamiento
Vengamos ahora a las verdaderas fuerzas, que consisten en la gente: pues que todas las fuerzas se reducen a ésta, y quien tiene abundancia de hombres, la tiene de todas aquellas cosas a las cuales se extiende la industria e ingenio del hombre, como aparecerá en el progreso de este nuestro discurso, por lo cual de aquí en adelante usaremos indistintamente del hombre y de la gente, que son la multitud y el valor. Italia y Francia no tienen minas de oro, ni de plata, y con todo eso tienen más que ninguna otra provincia de Europa, por la mucha habitación, que es causa que venga el dinero por medio del comercio, porque donde hay mucha gente se cultiva mucho la tierra (...) y si España es tenida por provincia estéril no es por defecto de la tierra, sino por falta de gente...
Juan Botero: La razón de Estado (1589)

Della ragion di Stato es una obra dedicada a esa razón de Estado algo indefinida, que provocará un debate europeo durante décadas. El libro tiene una relación estrecha, pero muy ambivalente, con Maquiavelo, pues si bien es antimaquiavélico en su idea del príncipe, retoma su lenguaje y todo su pensamiento. Con su antimaquiavelismo ataca el pensamiento político y jurídico francés, lanzado por Jean Bodin. Michel Foucault rechaza el carácter tan impositivo con el que se interpreta la teoría que lleva ese rótulo.
Botero busca una alianza entre los poderes temporales y espirituales, y propugna la confesionalización en la acción política, en pos de la 'conservación' y el 'acrecentamiento' del Estado. Se dice que autores como Adam Smith, David Ricardo y Thomas Malthus son deudores de él. En toda la teoría política española del siglo XVII Botero pesó de modo manifiesto.

## Sobre Botero
- Luigi Firpo, "Botero, Giovanni", en Dizionario Biografico degli Italiani, Roma, Istituto della Enciclopedia Italiana, vol. XIII, 1971 pp. 352-362.
- E. Baldini (dir.), Botero e la ragion di Stato, Florencia, Olschki, 1992
- Michel Senellart, Machiavélisme et raison d'État, París, PUF, 1989.
- Romain Descendre, "Puissance et économie chez Giovanni Botero", en Revue de métaphysique et de morale, 2003, 3, pp. 311-321.
- Romain Descendre, L'État du monde. Giovanni Botero entre raison d'État et géopolitique, Ginebra, Droz, 2009.
- Stéphane Bonnet, "Botero machiavélien ou l'invention de la raison d'État", en Les Études philosophiques, 2003/3-1, n.º 66, pp. 315-329.
- Michel Foucault, "La technologie politique des individues", en Dits et écrits, París, Gallimard, 1994, IV, pp. 813-828.